# Lepidopilum splendidissimum
Lepidopilum splendidissimum là một loài rêu trong họ Daltoniaceae. Loài này được Mont. Mitt. mô tả khoa học đầu tiên năm 1869.